# Jan Svarrer
Jan Svarrer er en dansk performer, humorist og tekstforfatter, der siden 1990'erne har turneret land og rige rundt med dels sit one-mand-show og dels som en del af Bramsen, Amstrup og Svarrer og duoen Rock'n comedy med Mek Pek. Ved siden af sin optræden er Jan Svarrer en produktiv tekstforfatter, og han har de senere år haft tekster med i mange danske sommerrevyer, bl.a. Cirkusrevyen. Endelig har Svarrer udgivet to bøger, "Slem Hund" sammen med Vase & Fuglsang og Sebastian Dorset og "Alle de frække steder" i samarbejde med Claus Petterson.
Jan Svarrer er gift og har to børn.